# Западносемитские языки
Западносемитские языки — подгруппа семитских языков. Термин ввёл Фриц Гоммель в 1883 году.
Эта классификация, поддерживаемая семитологами Робертом Хецроном (Robert Hetzron)и Джоном Хунергардом (John Huehnergard), делит семитскую семью на две ветви: восточную и западную. Первая состоит из вымерших эблаитского и аккадского языков. В западную попадают большинство семитских языков, и она, в свою очередь, делится на подгруппы: эфиосемитские, южноаравийские, арабский и северо-западные семитские языки (включая иврит, арамейские и угаритский языки). Две первые подгруппы (эфиосемитские и южноаравийские) имеют много общего, и их часто объединяют в общую подгруппу (южносемитские языки); две последние подгруппы (арабский и северозападносемитские языки) объединяют в общую подгруппу центральносемитских языков. 
Классификация арабского языка проблематична. В более старых классификациях его причисляли к южносемитским языкам. Однако Хецрон и Хунергард объединяют его с северосемитскими языками, и вместе они образуют центральносемитскую группу. Некоторые семитологи настаивают на старой классификации, основанной на схожести «ломаного множественного числа».
Некоторые лингвисты считают, что этеокипрский язык был западносемитским языком.